# Maseirac de Lanjac
Mazeyrat-d'Allier és un municipi francès situat al departament de l'Alt Loira i a la regió d'Alvèrnia-Roine-Alps. L'any 2007 tenia 1.487 habitants.

## Demografia

### Població
El 2007 la població de fet de Mazeyrat-d'Allier era de 1.487 persones. Hi havia 582 famílies de les quals 148 eren unipersonals (82 homes vivint sols i 66 dones vivint soles), 164 parelles sense fills, 215 parelles amb fills i 55 famílies monoparentals amb fills.
La població ha evolucionat segons el següent gràfic:
Habitants censats

### Habitatges
El 2007 hi havia 793 habitatges, 595 eren l'habitatge principal de la família, 119 eren segones residències i 79 estaven desocupats. 766 eren cases i 25 eren apartaments. Dels 595 habitatges principals, 502 estaven ocupats pels seus propietaris, 81 estaven llogats i ocupats pels llogaters i 12 estaven cedits a títol gratuït; 1 tenia una cambra, 3 en tenien dues, 62 en tenien tres, 211 en tenien quatre i 317 en tenien cinc o més. 449 habitatges disposaven pel capbaix d'una plaça de pàrquing. A 244 habitatges hi havia un automòbil i a 308 n'hi havia dos o més.

### Piràmide de població
La piràmide de població per edats i sexe el 2009 era:
| Homes | Edats   | Dones |
| ----- | ------- | ----- |
| 0     | 95 o +  | 0     |
| 0     | 90 a 94 | 8     |
| 8     | 85 a 89 | 8     |
| 8     | 80 a 84 | 12    |
| 32    | 75 a 79 | 36    |
| 16    | 70 a 74 | 32    |
| 32    | 65 a 69 | 36    |
| 40    | 60 a 64 | 40    |
| 40    | 55 a 59 | 12    |
| 44    | 50 a 54 | 36    |
| 24    | 45 a 49 | 32    |
| 68    | 40 a 44 | 28    |
| 60    | 35 a 39 | 60    |
| 36    | 30 a 34 | 40    |
| 36    | 25 a 29 | 28    |
| 32    | 20 a 24 | 40    |
| 36    | 15 a 19 | 40    |
| 36    | 10 a 14 | 48    |
| 40    | 5 a 9   | 52    |
| 32    | 0 a 4   | 36    |

## Economia
El 2007 la població en edat de treballar era de 913 persones, 703 eren actives i 210 eren inactives. De les 703 persones actives 641 estaven ocupades (345 homes i 296 dones) i 62 estaven aturades (25 homes i 37 dones). De les 210 persones inactives 83 estaven jubilades, 59 estaven estudiant i 68 estaven classificades com a «altres inactius».

### Ingressos
El 2009 a Mazeyrat-d'Allier hi havia 626 unitats fiscals que integraven 1.567 persones, la mediana anual d'ingressos fiscals per persona era de 15.622 €.

### Activitats econòmiques
Dels 64 establiments que hi havia el 2007, 2 eren d'empreses extractives, 1 d'una empresa alimentària, 9 d'empreses de fabricació d'altres productes industrials, 25 d'empreses de construcció, 7 d'empreses de comerç i reparació d'automòbils, 5 d'empreses de transport, 3 d'empreses d'hostatgeria i restauració, 1 d'una empresa d'informació i comunicació, 1 d'una empresa immobiliària, 6 d'empreses de serveis, 2 d'entitats de l'administració pública i 2 d'empreses classificades com a «altres activitats de serveis».
Dels 26 establiments de servei als particulars que hi havia el 2009, 1 era un taller d'inspecció tècnica de vehicles, 6 paletes, 5 guixaires pintors, 4 fusteries, 6 lampisteries, 2 electricistes, 1 restaurant i 1 agència immobiliària.
L'únic establiment comercial que hi havia el 2009 era una botiga de menys de 120 m².
L'any 2000 a Mazeyrat-d'Allier hi havia 64 explotacions agrícoles que ocupaven un total de 3.213 hectàrees.

## Equipaments sanitaris i escolars
El 2009 hi havia una escola elemental.

## Poblacions més properes
El següent diagrama mostra les poblacions més properes.